# Disputace

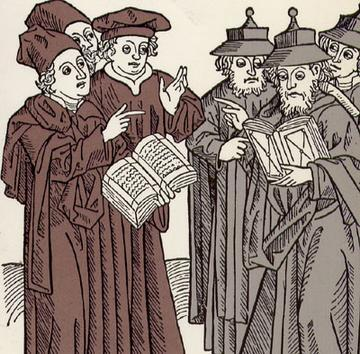
Disputace mezi křesťanskými a židovskými učenci

Disputace (latinsky Disputatio) je vědecká rozprava, tedy forma diskuse více účastníků k řešení vysoce odborných (zpravidla vědeckých) problematik, příp. problémů. Podobnou funkci, avšak nižší, má kolokvium.

## Historie
Ve středověku se konaly mnohé učené disputace, ústně a veřejně, před posluchačstvem konané. Účastnili se jich vynikající učenci a s oblibou je navštěvovali i panovníci, např. císař Karel IV.
Účelem disputací bylo veřejné a vysoce odborné obhajování, případně potírání aktuálních teologických, filozofických i právních tvrzení, která byla veřejností považována za pravdivá, případně nepravdivá.
Na univerzitách se rozlišovaly disputace:
- inaugurální, nebo habilitační (disputatio pro loco) – k získání místa přednášejícího na universitě
- promoční, nebo doktorské (disputatio pro gradu) – k dosažení akademického stupně, uchazeči k nim psali stručný souhrnný text, tzv. univerzitní teze, které byly zprvu rukopisné, později tištěné.

Ve starších dobách se vedly disputace výhradně v jazyce latinském. Teprve od začátku 20. století se vedly na evropských univerzitách disputace také v národních jazycích.

## Disputace církevní
Disputace v církvi se vedly jako soukromé, nebo veřejné. Veřejné disputace s bludaři se vedly pouze s výslovným povolením papeže.

### Nejznámější veřejné církevní disputace
- 411, Kartágo – svatý Augustin proti donatistům
- 1518, Heidelberg – Luther proti Katolické církvi
- 1519, Lipsko – doktor Ecke versus Luther a Karlstadt
- 1523, Curych – Zwingli versus vikář kostnického biskupa Jan Faber
- 1529, Magburk – pro sjednocení lutheránů a zwingliánů
- 1541, Řezno – pro sjednocení katolíků a protestantů
- 1645, Toruň – polský král Vladislav IV., aby polské katolíky a protestanty usmířil
- 1872, Řím – protestantští řečníci Sciarell, Ribetti a Gavazzi versus katoličtí učenci Fabiani, Cipolla a Quidi o přítomnosti svatého Petra v Římě